# 新事

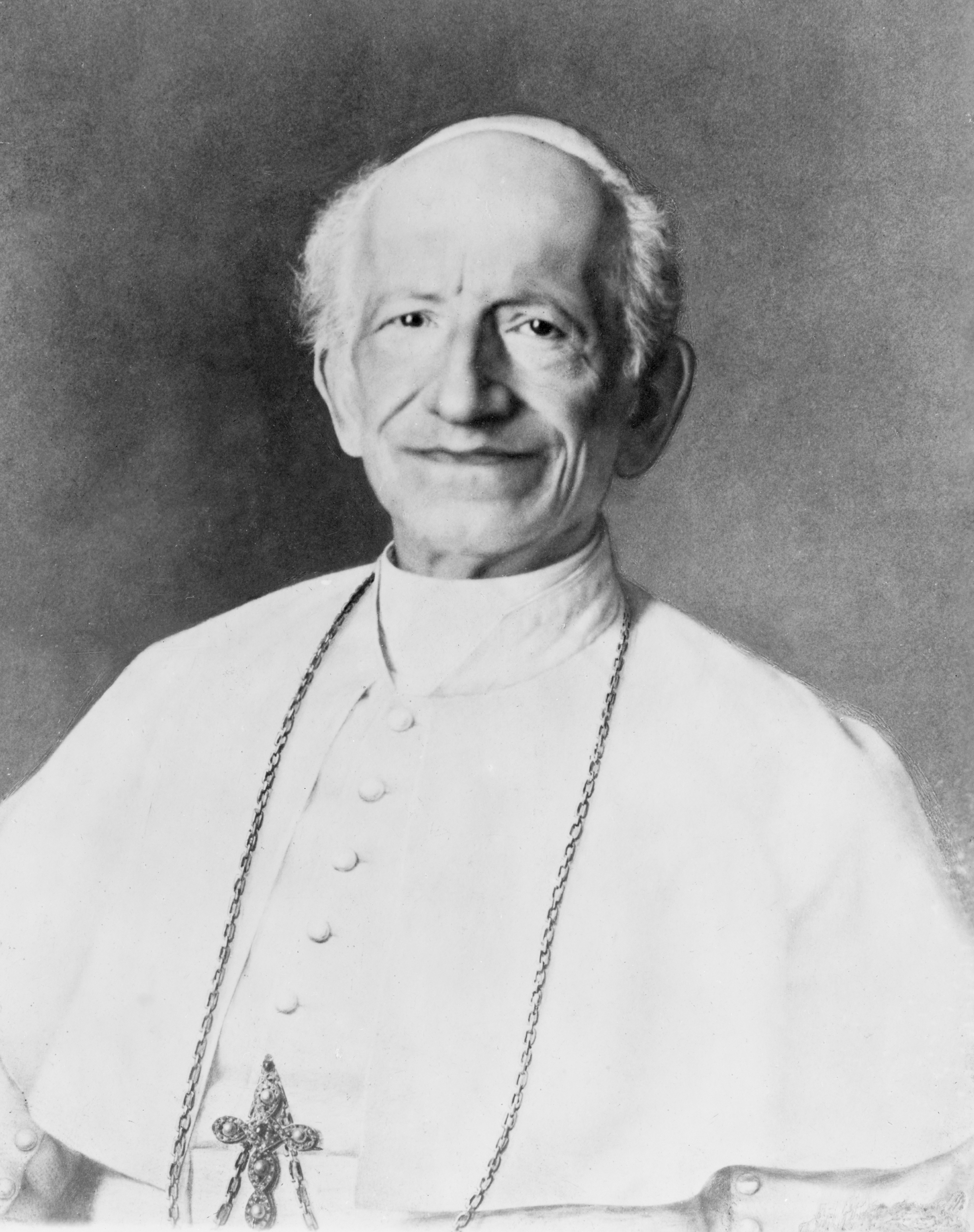
教宗良十三世

《新事》（拉丁語：Rerum novarum，意為「新事物」）是教宗良十三世于1891年5月15日发出的一道通諭。这是一封公开信，被传到天主教會所有的宗主教、总主教、首席主教、主教手中，当中探讨了劳动阶层的现状问题。
该通谕剖析了劳动力和资本、政府与其子民之间的关系，并认为时下的当务之急是改善“工人阶级不公平地被苦难与不幸所压迫着”的问题。通谕支持劳动者有权利形成自己的工会，反对社会主义和自由放任资本主义，但同時也肯定了私有财产的效力。
這份通谕被认为是当代天主教社會訓導的基石。